# Chariesthes kenyensis
Chariesthes kenyensis là một loài bọ cánh cứng trong họ Cerambycidae.